# Sergej von Freymann

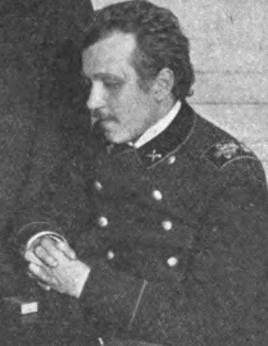
Sergej von Freymann

Sergej Nikolajewitsch von Freymann (* 25. April 1882 in Wladiwostok; † 1946 in Taschkent) war ein russisch-usbekischer Schachmeister. Er stammte aus dem baltischen Adelsgeschlecht von Freymann. Sein Vater war der russische Generalmajor Nikolai von Freymann.

## Schachmeister
Sergej galt als einer der stärksten Schachmeister zur Zeit der russischen Revolution, er war viermaliger Usbekischer Meister und belegte 1929 den zweiten Platz der sowjetischen Schachmeisterschaft. Bereits vor dem Ersten Weltkrieg nahm er in Sankt Petersburg an einigen Schachmeisterschaften teil und belegte Ränge unter den Top 10. So war er Fünfter 1908 in der Russischen Meisterschaft in Łódź. Beim Kölner Schachkongress 1911 kam er im Hauptturnier A auf einen geteilten 2. bis 5. Platz. Der erste Platz ging an Moishe Lowtzky, wobei Freymann als „moralischer Sieger“ angesehen wurde. Er spielte zum Beispiel gegen die bekannten Meister Carl Wilhelm Rosenkrantz und Eugène Znosko-Borovsky, den späteren Weltmeister Alexander Aljechin sowie den Weltklasse-Spieler Akiba Rubinstein sowie weitere internationale Schachmeister. Bis zu seinem Lebensende nahm er an Schachturnieren und Meisterschaften in der Sowjetunion teil. Im Jahr 1929 gewann er die Meisterschaft der Turkmenischen SSR, 1937 wurde er geteilter Erster bei der Kirgisischen Meisterschaft (beide außer Konkurrenz). Bei seinem letzten Wettbewerb belegte er auf der 10. Usbekischen Meisterschaft 1945/46 den 4. Platz. Er starb 1946 in Taschkent.